# Schäferbrunnen (Leipzig)

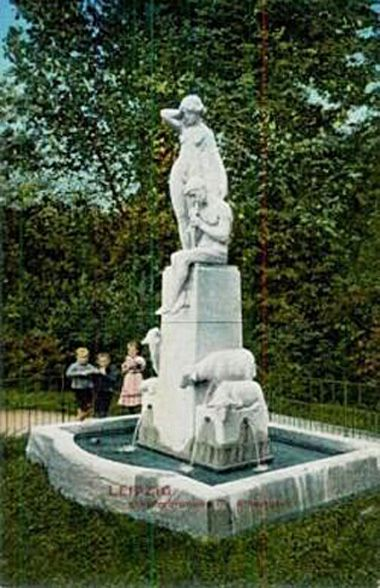
Schäferbrunnen in Leipzig auf einer Postkarte um 1912

Der Schäferbrunnen in Leipzig war eine vom Berliner Bildhauer Bernhard Frydag (1879–1916) geschaffene Skulpturengruppe, die 1907 im Leipziger König-Albert-Park aufgestellt wurde.

## Standort und Gestaltung
Der Schäferbrunnen stand etwa 70 Meter südlich des Fontänenbeckens, das von der König-Albert-Allee (heute Anton-Bruckner-Allee) umschlossen wurde. Heute befindet sich an dieser Stelle das Schachzentrum im Clara-Zetkin-Park.

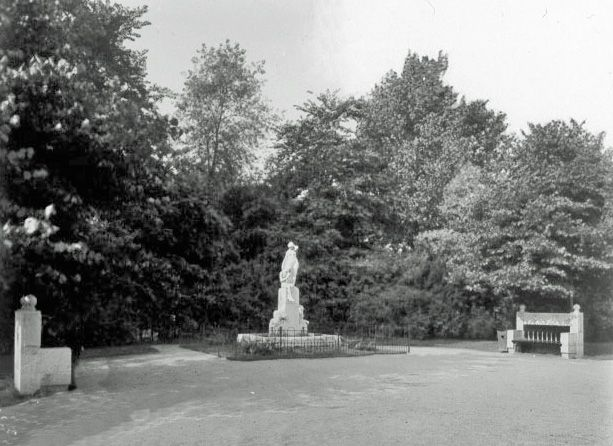
Umfeld des Brunnens

In einem nahezu quadratischen, von einem leichten Gitterzaun eingefassten Wasserbecken saß auf hohem Sockel ein Flöte spielender junger Mann, hinter dem eine unbekleidete weibliche Figur stand. Auf zwei niedrigeren Sockelabsätzen waren vier Schafe dargestellt. Aus vier Rohren im Sockel floss Wasser in das Becken. Der gesamte Brunnen bestand aus weißem Muschelkalk. Aus dem gleichen Material waren zwei, in einigem Abstand aufgestellte Sitzbänke mit weiß lackierten Sitzbrettern.
Zur thematischen Interpretation des Brunnens gibt es vom Künstler keine Aussage. In dem Artikel von Dieter Thalheim sind zahlreiche diesbezügliche Anmerkungen und Interpretationen zu finden.

## Geschichte
Im Jahr 1900 begründeten der Leipziger Archäologe und Historiker sowie Direktor des Museums der bildenden Künste, Theodor Schreiber (1848–1912) und seine Ehefrau anlässlich ihrer Silberhochzeit eine Stiftung von 20.000 Mark für ein zu errichtendes Denkmal. Die Wahl fiel auf den Schäferbrunnen von Bernhard Frydag, den dieser mit zwei weiteren Exponaten auf der Großen Berliner Kunstausstellung von 1907 präsentierte. Er wurde für 11.500 Mark gekauft und nach zügiger Erledigung der Aufstellungsformalitäten durch die Stadt im Oktober 1907 im König-Albert-Park installiert. Bernhard Frydag überwachte persönlich die Bauarbeiten, bot an, für die Wasserversorgung des Brunnens zu sorgen, und entwarf die beiden Sitzbänke.
Im Weiteren waren wegen der geringen Witterungsbeständigkeit des Muschelkalksteins zahlreiche Reparaturen notwendig, die aus dem restlichen Stiftungsgeld bestritten wurden. Da 1929 die Aufzeichnungen zum Brunnen enden, wurde er mitunter als zu dieser Zeit verschollen bezeichnet. Es gibt aber Beobachtungen bis zur Umgestaltung der Anlagen zum Clara-Zetkin-Park. Seitdem fehlt jede Spur.